# Herbeder Schleuse

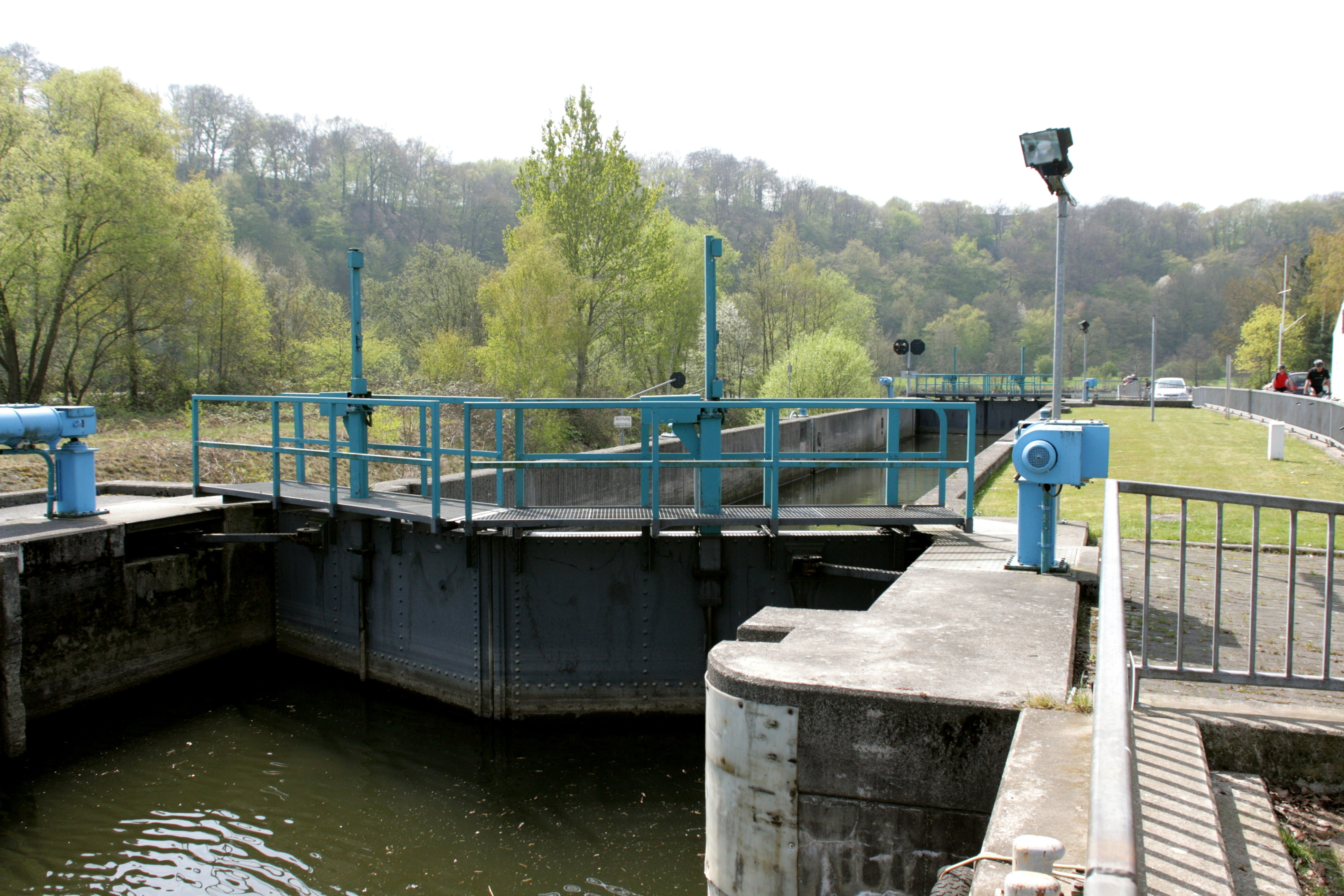
Herbeder Schleuse

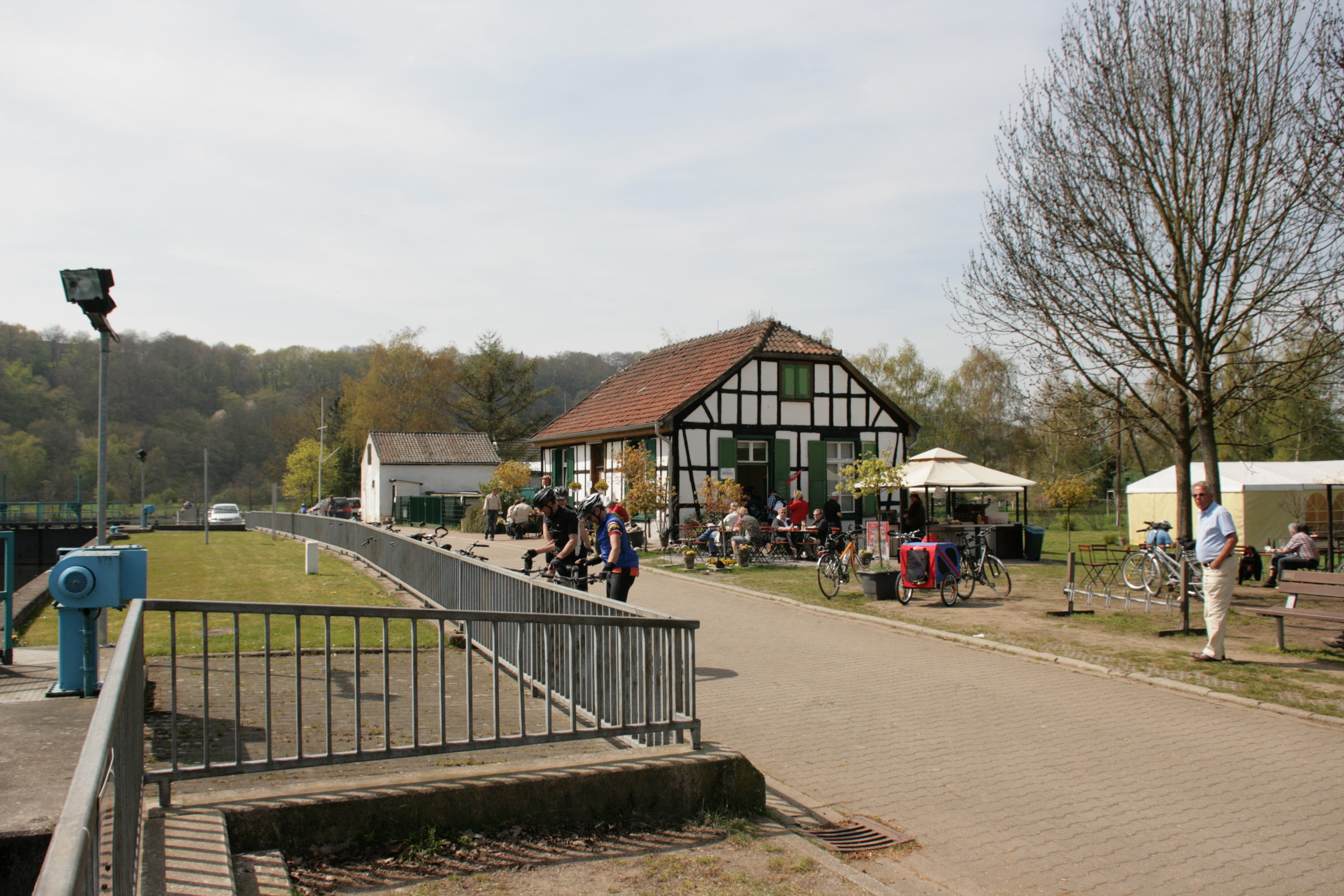
Ausflügler am Wirtshaus (Schleusenwärterhaus) neben der Schleuse, 2010

Die Herbeder Schleuse ist eine Schleuse bei der Herbeder Schlagd an der Ruhr im Wittener Stadtteil Heven, Ennepe-Ruhr-Kreis. 
Die Schleuse wurde von 1776 bis 1778 auf Veranlassung von König Friedrich II. (als eine von insgesamt 16) an diesem Fluss errichtet. Das Wehr, Herbeder Ruhrschlagd genannt, konnte damit umfahren werden. Der abzweigende Herbeder Mühlengraben versorgte die Herbeder Mühle und war später ausschlaggebend für den Errichtung der Stahlfabrik Friedrich Lohmann. 
Ab 1801 wurde die Ruhrschifffahrt oberhalb von Witten eingestellt, weil der Warenverkehr nachgelassen und die Schleuse durch Überschwemmungen und Eisgang gelitten hatte. 1811 entstand eine neue Schleuse, die in den 1830er Jahren renoviert wurde. Das heute noch erhaltene Schleusenwärterhaus, ein eingeschossiges Fachwerkhaus mit Krüppelwalmdach, wurde 1835 gebaut. 1890 kam der Schiffsverkehr abermals zum Erliegen. Die hölzerne Schleuse verfiel und wurde 1943 von der Flutwelle der Möhnesee-Bombardierung zerstört. Zwischen 1981 und 1983 erfolgte die Wiedererrichtung, damit die MS Schwalbe, das Vorgängerschiff der 1989 eingeweihten MS Schwalbe II zwischen dem Kemnader See und Witten-Bommern verkehren kann.
Nahe der Herbeder Schleuse existiert eine Fähre für nichtmotorisierte Verkehrsteilnehmer namens Hardenstein, die 2006 im Rahmen des Ruhrtalradwegs den Betrieb aufnahm.
Die Herbeder Schleuse gehört zur Route der Industriekultur. Südlich befindet sich im Stadtteil Herbede die Ruine der Burg Hardenstein sowie das gleichnamige Naturschutzgebiet.